# Романович Анатолій Володимирович
Анатолій Володимирович Романович (рос. Анатолий Владимирович Романович; нар. 9 вересня 1979, Солігорськ, Мінська область, Білоруська РСР) — російський футболіст, захисник. Майстер спорту Росії.

## Життєпис
Родом із міста Солігорськ Мінської області Білоруської РСР, але, за порадою батьків, у 15-річному віці вирушив до бабусі до Новгорода. Вступив до електронно-механічного коледжу та одночасно почав займатися футболом, його першим тренером був Валерій Чугунов. У дорослому ж футболі дебютував у 1996 році у північно-західній лізі аматорських команд за команду СДЮСШОР-2 (Новгород), після чого перейшов до «Оазису». Восени 2000 року клуб вдало виступив у розіграші Кубку Росії, дійшов до 1/16 фіналу, де лише у додатковий час з рахунком 1:2 поступився «Анжи», після чого перейшов до іншого махачкалинського клубу «Динамо». 2005 року грав у «Спартаку» з Нальчика. 2006 року перейшов до «Шинника». У середині 2007 року поповнив склад «Терека». 2009 року грав в оренді за клуб «МВС Росії». Після того, як столичний клуб знявся зі змагань, перейшов у «Краснодар». З 2010 року виступав за «Балтику». З 2012 року грав на Далекому Сході за клуби «СКА-Енергія» та «Промінь-Енергія», в останньому був капітаном команди. 12 серпня 2014 року став гравцем сімферопольського ТСК. 2015 року виступав за «Домодєдово», взимку завершив професійну кар'єру.
У 2016—2017 роках тренував новгородську команду «Новгородський район», привів її до перемоги у кубку Новгородської області з футболу 2016 року, у квітні 2017 року очолював команду на Кубку чемпіонів МРО «Північний Захід», після цього став головним тренером команди «СШ — Електрон» (Великий Новгород), яка брала участь у першості Північного Заходу ІІІ дивізіону. У сезоні 2022/23 – у тренерському штабі ФК «Електрон». У 2023 році — головний тренер команди СШ «Електрон» - учасниці ЮФЛ-3 (гравці до 16 років) північно-західного дивізіону, тренер у командах-учасницях ЮФЛ-1 (до 18 років) та ЮФЛ-2 (до 17 років).
У 2014 році закінчив Дагестанський державний педагогічний університет за спеціальністю «Фізична культура та спорт».
26 лютого 2024 року контрольно-дисциплінарний комітет РФС за порушення дисциплінарного регламенту (надання до РФС недостовірної інформації) заборонив Романовичу здійснювати будь-яку пов'язану з футболом діяльність строком на 6 місяців. 10 квітня апеляційний кометет змінив покарання на 3 місяці реального покарання та 3 місяці умовно з випробувальним терміном на 1 рік.

## Особисте життя
Зі своєю майбутньою дружиною Оленою познайомився в Новгороді. 8 вересня 2008 року у них народився син.

## Досягнення
- Перший дивізіон Росії
  -  Срібний призер (2): 2005, 2007

- Кубок ФНЛ
  -  Володар (1): 2014

- Другий дивізіон Росії (зона «Південь»)
  -  Чемпіон (1): 2003
  -  Срібний призер (1): 2002